# 理家坪站
理家坪站位于湖南省永州市双牌县理家坪乡，洛湛铁路线上。该站为南宁铁路局在洛湛铁路线上的辖区内车站，于2009年9月投入使用。现每日经停旅客列车2趟，2趟均为2678/2675、2676/2677次列车。
| 前一站 | 洛湛铁路 | 后一站 |
| ------ | -------- | ------ |
| 双牌站 | 理家坪站 | 道州站 |